# O Shi Shi, który jadał lwy
O Shi Shi, który jadał lwy (chin. upr. 施氏食狮史, chin. trad. 施氏食獅史, pinyin Shī Shì shí shī shǐ) – żartobliwy utwór napisany przez Zhao Yuanrena, chińskiego poetę i lingwistę. Utwór składa się z 10 wersów i 92 znaków, z których każdy wymawia się w standardowym języku mandaryńskim (puntonghua) niemal identycznie – jako shi (pomijając tonację). 
Utwór został napisany w klasycznym języku chińskim i w piśmie jest zrozumiały niemal dla każdego, kto potrafi czytać po chińsku. Odczytany w mandaryńskim lub zapisany jedną z transkrypcji języka chińskiego na alfabet łaciński staje się kompletnie niezrozumiały ze względu na homofonię cechującą współczesny chiński.